# Port-de-Lanne
Port-de-Lanne är en kommun i departementet Landes i regionen Nouvelle-Aquitaine i sydvästra Frankrike. Kommunen ligger i kantonen Peyrehorade som tillhör arrondissementet Dax. År 2022 hade Port-de-Lanne 1 228 invånare.

## Befolkningsutveckling
Antalet invånare i kommunen Port-de-Lanne
Referens:INSEE